# Melissa Comin De Candido
Melissa Comin De Candido (San Vito al Tagliamento, 28 luglio 1983) è una pattinatrice artistica a rotelle italiana.
Con il partner Mirko Pontello ha vinto cinque campionati mondiali (2005 , 2006, 2009, 2010  e 2011, e sei campionati nazionali italiani (2005, 2006, 2007, 2009, 2010, 2011).